# Campionati mondiali di short track 2001
La XXI edizione dei Campionati mondiali di short track (World Short Track Speed Skating Championships), ufficialmente organizzati con tale denominazione dalla International Skating Union (Federazione internazionale di pattinaggio su ghiaccio), si è tenuta dal 29 al 31 marzo del 2001 a Jeonju in Corea del Sud.

## Podi

### Donne
| Evento               | Oro                                                     | Tempo     | Argento                                                            | Tempo    | Bronzo                                                                     | Tempo    |
| Classifica generale* | Yang Yang (A) Cina                                      | 123 punti | Wang Chunlu Cina                                                   | 81 punti | Evgenia Radanova Bulgaria                                                  | 50 punti |
| 500 m                | Wang Chunlu Cina                                        | 45.779    | Yang Yang (A) Cina                                                 | 45.872   | Yang Yang (S) Cina                                                         | 45.949   |
| 1000 m               | Yang Yang (A) Cina                                      | 1:45.664  | Wang Chunlu Cina                                                   | 1:45.734 | Yang Yang (S) Cina                                                         | 1:45.773 |
| 1500 m               | Yang Yang (A) Cina                                      | 2:40.448  | Evgenia Radanova Bulgaria                                          | 2:40.625 | Marie-Ève Drolet Canada                                                    | 2:40.643 |
| 3000 m               | Yang Yang (A) Cina                                      | 5:43.454  | Wang Chunlu Cina                                                   | 5:43.549 | Evgenia Radanova Bulgaria                                                  | 5:43.650 |
| Staffetta 3000 m     | Cina Wang Chunlu Yang Yang (S) Yang Yang (A) Sun Dandan | 4:25.927  | Corea del Sud Choi Min-kyung Park Hye-won Park Hye-rim Jeon Da-hye | 4:25.976 | Bulgaria Danijeła Włajewa Marina Georgijewa Anna Krastewa Ewgenia Radanowa | 4:27.597 |

### Uomini
| Evento               | Oro                                                                  | Tempo    | Argento                                                                 | Tempo                   | Bronzo                                  | Tempo                   |
| Classifica generale* | Li Jiajun Cina                                                       | 68 punti | Apolo Anton Ohno Stati Uniti                                            | 63 punti (1° nei 3000m) | Marc Gagnon Canada                      | 63 punti (2° nei 3000m) |
| 500 m                | Li Jiajun Cina                                                       | 43.433   | Jonathan Guilmette Canada                                               | 43.465                  | Maurizio Carnino Italia                 | 44.691                  |
| 1000 m               | Li Jiajun Cina                                                       | 1:32.034 | Apolo Anton Ohno Stati Uniti                                            | 1:32.160                | Min Ryoung Corea del Sud                | 1:32.269                |
| 1500 m               | Marc Gagnon Canada                                                   | 2:20.325 | Min Ryoung Corea del Sud Terao Satoru Giappone                          | 2:20.677                | N/A                                     | N/A                     |
| 3000 m               | Apolo Anton Ohno Stati Uniti                                         | 5:36.664 | Marc Gagnon Canada                                                      | 5:36.831                | Jonathan Guilmette Canada               | 5:37.322                |
| Staffetta 5000 m     | Stati Uniti Apolo Anton Ohno Rusty Smith Daniel Weinstein Ron Biondo | 7:15.885 | Canada François-Louis Tremblay Marc Gagnon Mathieu Turcotte Éric Bédard | 7:16.458                | Cina Li Ye Li Jiajun Feng Kai An Yulong | 7:25.312                |

## Medagliere
| Pos.   | Paese         | Oro | Argento | Bronzo | Totale |
| ------ | ------------- | --- | ------- | ------ | ------ |
| 1      | Cina          | 9   | 4       | 3      | 16     |
| 2      | Stati Uniti   | 2   | 2       | 0      | 4      |
| 3      | Canada        | 1   | 3       | 3      | 7      |
| 4      | Corea del Sud | 0   | 2       | 1      | 3      |
| 5      | Bulgaria      | 0   | 1       | 3      | 4      |
| 6      | Giappone      | 0   | 1       | 0      | 1      |
| 7      | Italia        | 0   | 0       | 1      | 1      |
| Totale | Totale        | 12  | 13      | 11     | 36     |